# Al-Hamadaniahstadion
Het Al-Hamadaniahstadion (Arabisch: ملعب الحمدانية) is een multifunctioneel stadion in Aleppo, een stad in Syrië. Het stadion wordt vooral gebruikt voor voetbalwedstrijden, de voetbalclub Al-Hurriya SC maakt gebruik van dit stadion. Ook het nationale elftal speelde hier weleens wedstrijden totdat het Aleppo Internationaal Stadion werd geopend. In het stadion is plaats voor 18.000 toeschouwers.
Het stadion werd geopend in 1987 om te kunnen worden gebruikt voor de voetbalwedstrijden op de Middellandse Zeespelen 1987.